# 1 Morski Pułk Strzelców (II RP)

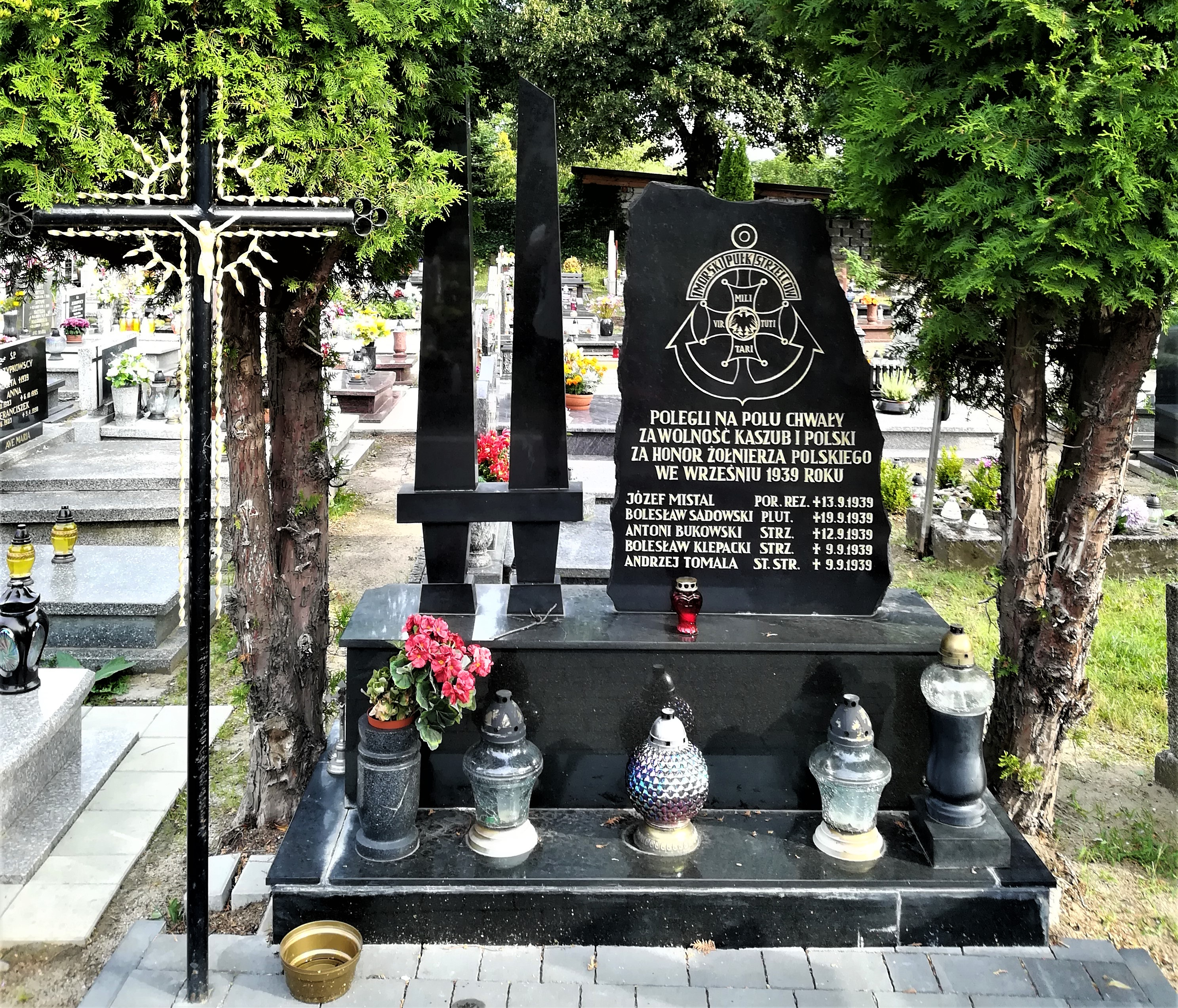
Pomnik bohaterskich żołnierzy Pułku broniących Polski przed Niemcami w 1939 (cmentarz w Redzie)

1 Morski Pułk Strzelców (1 mps) – oddział piechoty Wojska Polskiego II RP.

## Historia oddziału
Pułk nie występował w organizacji pokojowej Wojska Polskiego. Został zmobilizowany 24 sierpnia 1939 roku przez 1 Morski batalion strzelców.
Pułk składał się z dwóch batalionów, w których służyło 1841 oficerów, podoficerów i strzelców. Jednostka była jednym z głównych trzonów systemu obronnego Wybrzeża w ramach Lądowej Obrony Wybrzeża, której dowódcą był płk Stanisław Dąbek. Zadaniem pułku było: jak najdłużej bronić od zachodu dostępu do Gdyni w pasie ok. 15 km. W przypadku uderzenia przeważających sił niemieckich, opóźnić ich działania na kierunku Wejherowo – Gniewino – Kępa Oksywska.
Od 1 września 1939 pułk był atakowany przez przeważające wojska niemieckie. Walczył głównie z oddziałami 207 Dywizji Piechoty, 32 pułku straży granicznej, 5 pułku kawalerii i batalionu SS-Heimwehr Danzig. Linia obrony została utrzymana do 7 września, jednak przygniatająca przewaga wroga zmusiła jego oddziały do wycofania się. W dniach 8–9 września bronił Redy, jednak otrzymał rozkaz koncentracji na Kępie Oksywskiej, gdzie walczył aż do kapitulacji 19 września.
W czasie 19 dni ciągłej walki straty pułku wyniosły: około 900 zabitych i rannych. W grupie oficerów straty wyniosły 61%, zaś w grupie strzelców 48%. Za czyny wyjątkowego męstwa na polu bitwy w obronie Wybrzeża w 1939, na wniosek Kapituły Orderu Wojennego Virtuti Militari, w 1966 nadano 1 Morskiemu pułkowi strzelców Krzyż Srebrny Orderu Virtuti Militari (nr 13281)

## Obsada personalna pułku 1 września 1939
Dowództwo
- dowódca – ppłk Kazimierz Pruszkowski
- adiutant – kpt. Bronisław Słomczyński (ranny 14 IX 1939)
- oficer mobilizacyjny – kpt. Konstanty Mizer
- oficer OPL - ppor. mar. Włodzimierz Cybulski
- kwatermistrz – kpt. Tadeusz Deszyński
- oficer płatnik – por. Stanisław Sulatycki
- oficer żywnościowy – por. Wojciech Stachura
- lekarz – kpt. dr Kazimierz Dobrowolski

- dowódca plutonu zwiadu – por. Tadeusz Dworzański
- dowódca plutonu artylerii piechoty – kpt. art. Kazimierz Makarowski
  - zastępca dowódcy plutonu artylerii piechoty – ppor. rez. Edward Obertyński
- dowódca plutonu przeciwpancernego – por. Włodzimierz Biernacki († 14 IX 1939 Stary Dwór)
- dowódca plutonu łączności – kpt. Stanisław Busiakiewicz
- dowódca plutonu pionierów – kpt. Mieczysław Dąbrowski (ranny 13 IX 1939)
- dowódca plutonu przeciwgazowego – por. Tadeusz Żeglicki († 18 IX 1939 Oksywie)

I batalion
- dowódca batalionu – mjr Seweryn Karol Byszek
- adiutant – ppor. rez. Jan Henryk Kwiatkowski (ranny 12 IX 1939)
- oficer płatnik – ppor. rez. Roland Zalesiński
- oficer żywnościowy – ppor. rez. Józef Mertka
- 1 kompania – kpt. Wacław Skubik († 13 IX 1939 Gdynia)
  - I pluton – ppor. rez. Walenty Brej
  - II pluton – ppor. rez. Adolf Śledź († 13 IX 1939)
  - III pluton – ppor. rez. Paweł Pankau († 7 IX 1939), następnie ppor. rez. Stefan Jasiuk († 13 IX 1939)
- 2 kompania – kpt. Stanisław Jan Kosek († 9 IX 1939 Gdynia), następnie por. Jan Penconek († 13 IX 1939)
  - I pluton – ppor. Andrzej Chudy
  - II pluton – ppor. rez. Franciszek Soppa
  - III pluton – ppor. rez. Telesfor Sobczak
- 3 kompania – kpt. Tadeusz III Nowicki (ranny 12 IX 1939)
  - I pluton – ppor. Ireneusz Ornoch
  - II pluton – ppor. rez. Józef Łozewicz
  - III pluton – ppor. rez. Józef Jan Kotowicz (ranny 12 IX 1939)
- 1 kompania ckm – por. Tadeusz Kazimierz Witoszyński
  - dowódcy plutonów:
    - ppor. rez. Wojciech Kłosowski († 11 IX 1939)
    - ppor. rez. Franciszek Płotek
    - ppor. rez. Leon Rydz
    - ppor. rez. Edmund Groszewski (ranny 17 IX 1939)
    - ppor. rez. Aleksander Kropidłowski
    - ppor. rez. Józef Niedziałek
    - ppor. rez. Franciszek Widrowski

II batalion
- dowódca batalionu – kpt. Franciszek Twardowski † 19 IX 1939 Oksywie
- adiutant – ppor. rez. Leon Bordin
- oficer płatnik – ppor. rez. Antoni Paszkowski
- oficer żywnościowy – ppor. rez. Hieronim Przekwas
- 4 kompania – ppor. Stanisław Skowron
  - I pluton – ppor. rez. Feliks Stałkowski
  - II pluton – ppor. rez. Stanisław Gołuchowski
  - III pluton – ppor. rez. Jerzy Iwanow
- 5 kompania – por. Michał Spiegolski
  - I pluton – ppor. rez. Jerzy Tadeusz Lachmayer
  - II pluton – ppor. rez. Aleksander Szatkowski (ranny 14 IX 1939)
  - III pluton – ppor. rez. Florian Wysocki
- 6 kompania – ppor. Alfons Bruno Olkiewicz
  - I pluton – ppor. rez. Stefan Kisielewski († 13 IX 1939)
  - II pluton – ppor. rez. Mieczysław Boryczko (zaginiony 14-15 IX 1939)
  - III pluton – ppor. rez. Antoni Franciszek Owsiany († 13 IX 1939)
- 2 kompania ckm – ppor. Stanisław Michalik
  - I pluton – ppor. rez. Franciszek Schlosser
  - II pluton – ppor. rez. Paweł Szefka
  - III pluton – ppor. rez. Kazimierz Makurat
  - IV pluton – ppor. rez. Emil Jan Paustian
  - V pluton – ppor. rez. Gabriel Kwiatkowski (ranny 12 IX 1939)